# Manuel numérique
Un manuel numérique est un manuel scolaire dématérialisé. La définition retenue par la SDTICE (Sous-Direction des Technologies de l'Information et Communication pour l'Enseignement) est la suivante « C’est un manuel dématérialisé que l’on utilise avec un ordinateur. Il est vu sur l’écran ou projeté en classe avec un vidéoprojecteur. En plus des textes et images que l’on trouve dans le manuel papier, le manuel numérique peut proposer des documents sonores, des animations ou des vidéos. »

## Les différents types de manuels numériques
- Le manuel numérisé

Il s'agit de la version papier numérisée au format pdf, lisible sur un écran d'ordinateur et vidéoprojetable. Ces manuels sont accompagnés d'outils de visualisation et de navigation tels que la possibilité de cacher certaines parties, écrire, dessiner, marque pages etc.
- Le manuel numérique

Il s'agit de la version du manuel ci-dessus agrémenté de ressources multimédias : vidéos, sons, animations...
- Le manuel interactif ou personnalisable

Se rapprochant davantage d'un site web dans sa présentation, le manuel interactif permet au professeur de créer son propre support de cours en dissociant les documents iconographiques de la leçon, en important ses propres documents et textes.

## Les avantages par rapport à unmanuel scolaireclassique
1. Allègement du poids des cartables. Les élèves ont accès au manuel dématérialisé via un espace numérique de travail le plus souvent[1].
2. La vidéoprojection et la possibilité de travailler en collectif sur un même document visible de tous les élèves.
3. Les ressources multimédias : le manuel numérique permet l'intégration de ressources ne pouvant être imprimées : vidéos documentaires, sons, schémas explicatifs et cartes animées, corrigés animés, quiz et exercices interactifs etc.